# Komoró
Komoró ist eine ungarische Gemeinde im Kreis Záhony im Komitat Szabolcs-Szatmár-Bereg.

## Geografische Lage
Komoró liegt gut 12 Kilometer südwestlich der Stadt Záhony. Nachbargemeinden sind Tuzsér und Fényeslitke.

## Sehenswürdigkeiten
- Reformierte Kirche, ursprünglich im Mittelalter  erbaut, von 1784 bis 1801 im spätbarocken Stil erneuert
- Römisch-katholische Kirche Jézus Szíve, die auch von der griechisch-katholischen Gemeinde zum Gottesdienst genutzt wird
- Traditionelle Wohnhäuser (Népi lakóházak)

## Verkehr
Durch Komoró verläuft die Hauptstraße Nr. 4. Die Gemeinde ist angebunden an die Eisenbahnstrecke von Záhony zum Budapester Westbahnhof.